# Sidney Poitier
Sidney Poitier, IPA: [ˈpwɑːtjeɪ] (Miami, 20 febbraio 1927 – Los Angeles, 6 gennaio 2022), è stato un attore e regista cinematografico statunitense con cittadinanza bahamense, primo attore afroamericano a vincere il Premio Oscar come miglior attore protagonista per il film I gigli del campo (1963).
L'American Film Institute ha inserito Poitier al ventiduesimo posto tra le più grandi star della storia del cinema.

## Biografia

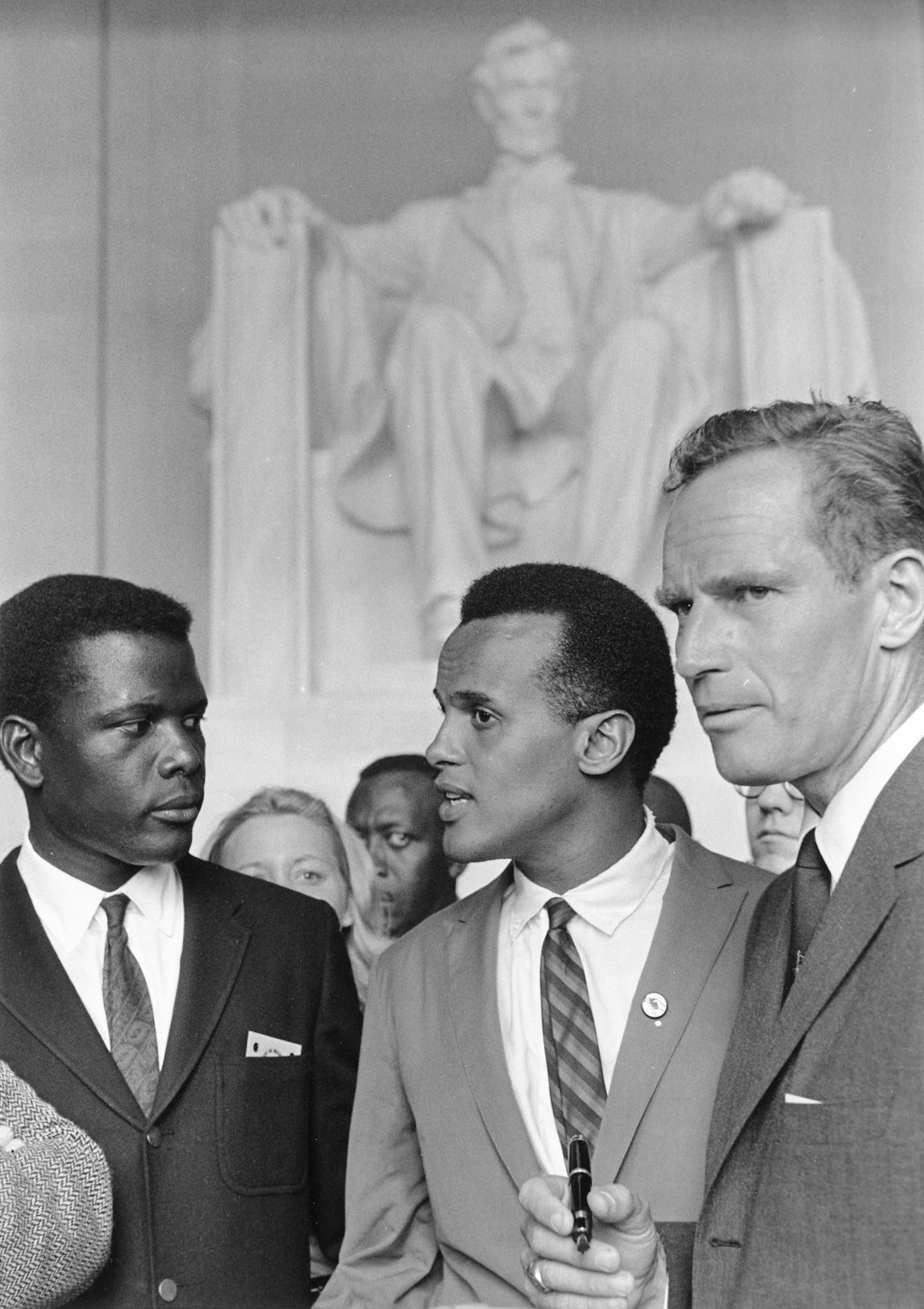
Poitier (a sinistra) nel 1963 alla marcia di Washington per lavoro e libertà; al suo fianco gli attori Harry Belafonte e Charlton Heston

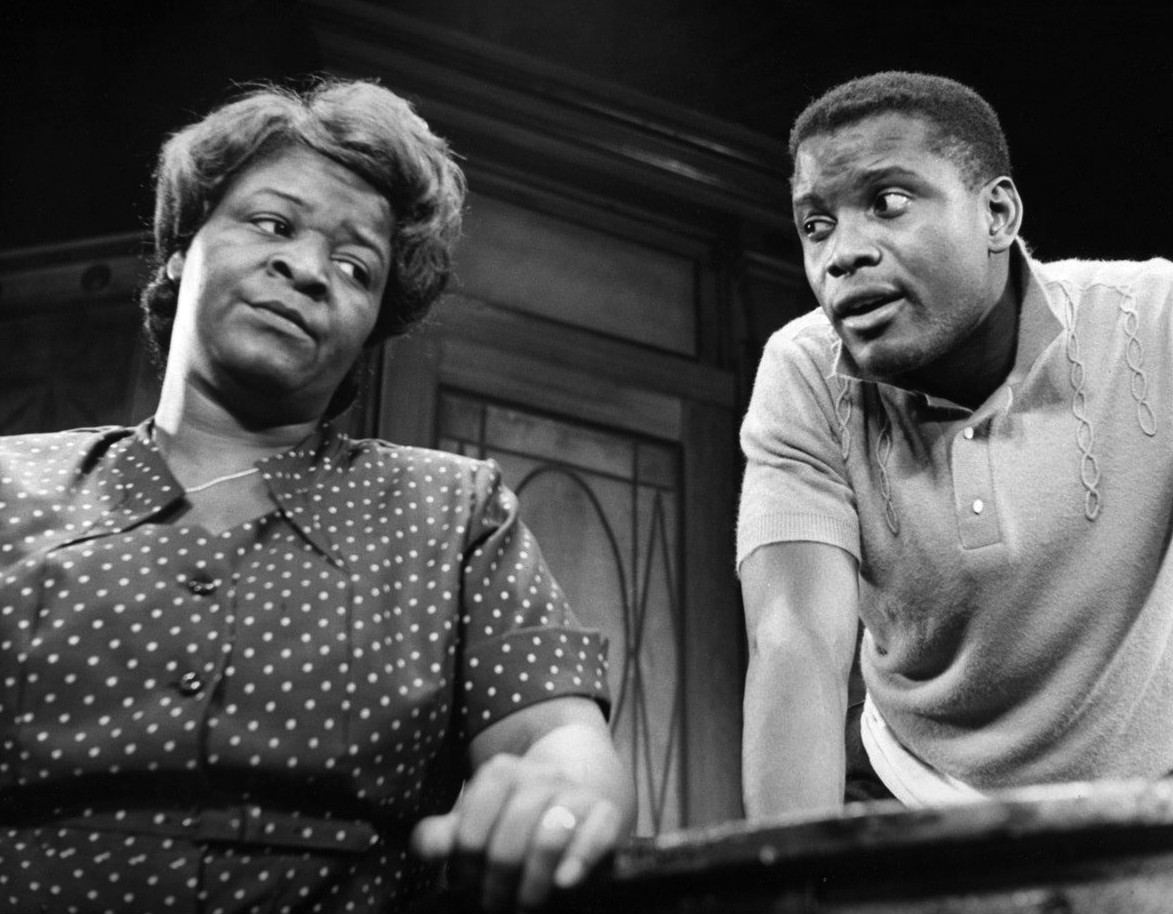
Claudia McNeil e Sidney Poitier nella pièce teatrale A Raisin in the Sun nel 1959

Attore afroamericano che per primo ha raggiunto la dimensione di icona di Hollywood, Poitier nacque a Miami, Florida, il 20 febbraio 1927, figlio di modesti commercianti bahamensi, Evelyn Outten e Reginald James Poitier. Poco tempo dopo la sua nascita, i Poitier fecero ritorno alla natia Cat, dove il giovane Sidney crebbe fino all'età di 10 anni, quando la famiglia si stabilì a Nassau. All'età di 15 anni Poitier si trasferì a Miami, convivendo con il fratello maggiore e all'età di 17 anni si stabilì a New York, vivendo di espedienti.
Durante la seconda guerra mondiale, nel novembre 1943, mentì sulla sua età e si arruolò nell'esercito. Fu assegnato a un ospedale della Veteran's Administration a Northport e fu addestrato a lavorare con pazienti psichiatrici. Poitier si arrabbiò per come l'ospedale trattava i ricoverati e finse una malattia mentale per ottenere il congedo. In seguito, confessò a uno psichiatra che stava fingendo la sua condizione, ma il medico fu comprensivo e gli concesse il congedo. Dopo aver lasciato l'esercito, lavorò come lavapiatti fino a quando un'audizione di successo gli fece ottenere un posto con l'American Negro Theater.
Dopo essere stato candidato come miglior attore protagonista per La parete di fango (1958), per la cui interpretazione vinse un premio BAFTA, ottenne il premio Oscar al miglior attore nel 1964 per l'interpretazione ne I gigli del campo (primo attore protagonista afroamericano a riuscirci), vincendo anche il Golden Globe. Negli anni successivi consolidò la propria fama con alcuni ruoli rimasti memorabili, fra cui quelli di Virgil Tibbs ne La calda notte dell'ispettore Tibbs (1967), di John Prentice in Indovina chi viene a cena? (1967) e di Warren Stantin in Sulle tracce dell'assassino (1988). Nel 1969, sul set del film L'uomo perduto, conobbe l'attrice canadese Joanna Shimkus, che nel 1976 diverrà sua moglie: fra i suoi figli, anche Sydney Tamiia è diventata attrice.
Con l'Oscar del 1964, è stato a lungo l'unico attore afroamericano insignito della massima onorificenza cinematografica (senza conteggiare James Baskett, vincitore di un Oscar onorario per I racconti dello zio Tom), fino alla premiazione di Louis Gossett Jr. nel 1983 per il film Ufficiale e gentiluomo come miglior attore non protagonista, mentre Denzel Washington e Mahershala Ali eguagliarono Poiter come numero di premi vinti, il primo conquistando l'Oscar nel 1990 come miglior attore non protagonista per il film Glory - Uomini di gloria e nel 2002 come migliore attore protagonista per il film Training Day, e il secondo conquistando l'Oscar nel 2017 per Moonlight e nel Premi Oscar 2019 per Green Book, entrambi come miglior attore non protagonista.
Nel 2002 gli è stato conferito l'Oscar alla carriera. L'American Film Institute ha inserito Poitier al ventiduesimo posto tra le più grandi star della storia del cinema. Dal 2020, dopo la morte di Kirk Douglas, Poitier è stato anche il Premio Oscar più anziano vivente. È morto a Los Angeles il 6 gennaio 2022, all’età di 94 anni.

## Filmografia

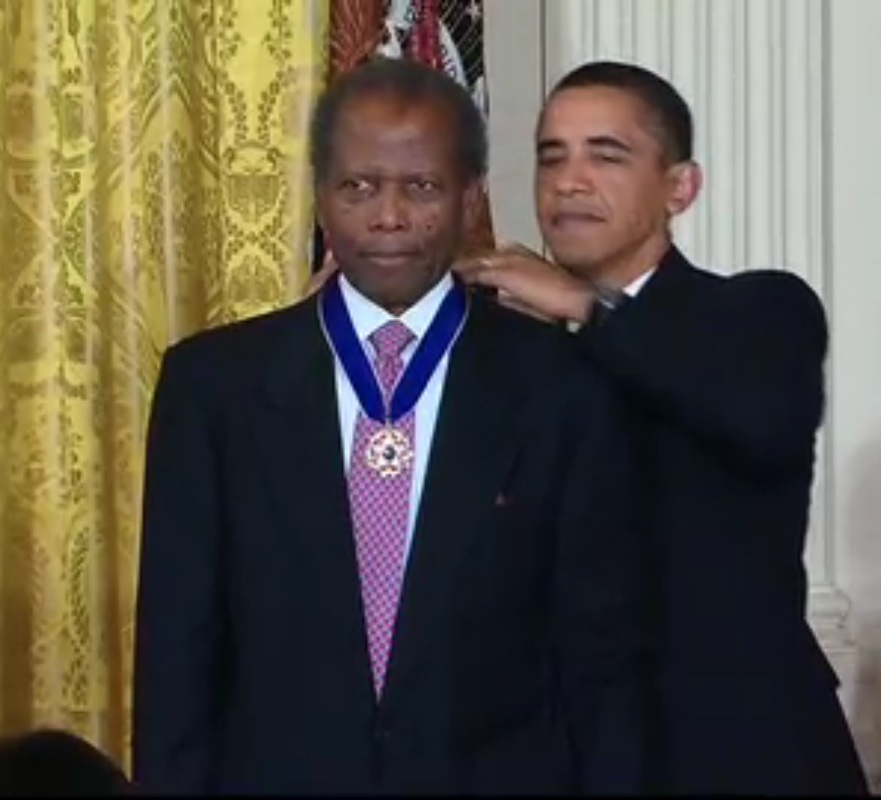
Sidney Poitier riceve da Barack Obama la Medaglia presidenziale della libertà, 2009

### Attore
- Sepia Cinderella, regia di Arthur H. Leonard (1947) - non accreditato
- Uomo bianco, tu vivrai! (No Way Out), regia di Joseph L. Mankiewicz (1950)
- Piangi mio amato paese (Cry, the Beloved Country), regia di Zoltán Korda (1951)
- L'autocolonna rossa (Red Ball Express), regia di Budd Boetticher (1952)
- Go, Man, Go!, regia di James Wong Howe (1954)
- Il seme della violenza (Blackboard Jungle), regia di Richard Brooks (1955)
- Addio, lady (Good-bye, My Lady), regia di William A. Wellman (1956)
- Nel fango della periferia (Edge of the City), regia di Martin Ritt (1957)
- Qualcosa che vale (Something of Value), regia di Richard Brooks (1957)
- La banda degli angeli (Band of Angels), regia di Raoul Walsh (1957)
- Il segno del falco (The Mark of the Hawk), regia di Michael Audley (1957)
- Sabbie roventi (Virgin Island), regia di Patrick Jackson (1958)
- La parete di fango (The Defiant Ones), regia di Stanley Kramer (1958)
- Porgy and Bess, regia di Otto Preminger (1959)
- La pelle degli eroi (All the Young Men), regia di Hall Bartlett (1960)
- Un grappolo di sole (A Raisin in the Sun), regia di Daniel Petrie Jr. (1961)
- Paris Blues, regia di Martin Ritt (1961)
- La scuola dell'odio (Pressure Point), regia di Hubert Cornfield (1962)
- I gigli del campo (Lilies of the Field), regia di Ralph Nelson (1963)
- Le lunghe navi (The Long Shipes), regia di Jack Cardiff (1964)
- La più grande storia mai raccontata (The Greatest Story Ever Told), regia di George Stevens (1965)
- Stato d'allarme (The Bedford Incident), regia di James B. Harris (1965)
- Incontro al Central Park (A Patch of Blue), regia di Guy Green (1965)
- La vita corre sul filo (The Slender Thread), regia di Sydney Pollack (1965)
- Duello a El Diablo (Duel at Diablo), regia di Ralph Nelson (1966)
- La scuola della violenza (To Sir, with Love), regia di James Clavell (1966)
- La calda notte dell'ispettore Tibbs (In the Heat of the Night), regia di Norman Jewison (1967)
- Indovina chi viene a cena? (Guess Who's Coming to Dinner), regia di Stanley Kramer (1967)
- Un uomo per Ivy (For Love of Ivy), regia di Daniel Mann (1968)
- L'uomo perduto (The Lost Man), regia di Robert Alan Arthur (1969)
- Omicidio al neon per l'ispettore Tibbs (They Call Me Mister Tibbs!), regia di Gordon Douglas (1970)
- L'angelo della morte (Brother John), regia di James Goldstone (1971)
- L'organizzazione sfida l'ispettore Tibbs (The Organization), regia di Don Medford (1971)
- Non predicare... spara! (Buck and the Preacher), regia di Sidney Poitier (1972)
- Grazie per quel caldo dicembre (A Warm December), regia di Sidney Poitier (1973)
- Uptown Saturday Night, regia di Sidney Poitier (1974)
- Il seme dell'odio (The Wilby Conspiracy), regia di Ralph Nelson (1975)
- Let's Do It Again, regia di Sidney Poitier (1975)
- A Piece of the Action, regia di Sidney Poitier (1977)
- Sulle tracce dell'assassino (Shoot to Kill), regia di Roger Spottiswoode (1988)
- Nikita - Spie senza volto (Little Nikita), regia di Richard Benjamin (1988)
- I signori della truffa (Sneakers), regia di Phil Alden Robinson (1992)
- The Jackal, regia di Michael Caton-Jones (1997)
- Imparare a volare (Free of Eden), regia di Leon Ichaso - film TV (1997)
- David e Lisa (David and Lisa), regia di Lloyd Kramer - film TV (1998)
- Un mondo senza tempo (The Simple Life of Noah Dearborn), regia di Gregg Champion - film TV (1999)
- L'ultimo fabbricante di mattoni (The Last Brickmaker in America), regia di Gregg Champion (2000)

### Regista
- Non predicare... spara! (Buck and the Preacher) (1972)
- Grazie per quel caldo dicembre (Warm December) (1973)
- Uptown Saturday Night (1974)
- Let's Do It Again (1975)
- A Piece of the Action (1977)
- Nessuno ci può fermare (Stir Crazy) (1980)
- Hanky Panky - Fuga per due (Hanky Panky) (1982)
- Dance - voglia di successo (Fast Forward) (1985)
- Ghost Dad - Papà è un fantasma (Ghost Dad) (1990)

## Riconoscimenti
- Premio Oscar
  - 1959 – Candidatura per il miglior attore protagonista per La parete di fango
  - 1964 – Miglior attore protagonista per I gigli del campo
  - 2002 – Premio Oscar alla carriera
- Golden Globe
  - 1959 – Candidatura per il miglior attore in un film drammatico per La parete di fango
  - 1960 – Candidatura per il miglior attore in un film commedia o musicale per Porgy and Bess
  - 1962 – Candidatura per il miglior attore in un film drammatico per Un grappolo di sole
  - 1964 – Miglior attore in un film drammatico per I gigli del campo
  - 1966 – Candidatura per il miglior attore in un film drammatico per Incontro al Central Park
  - 1968 – Candidatura per il miglior attore in un film drammatico per La calda notte dell'ispettore Tibbs
  - 1969 – Henrietta Award al miglior attore del mondo
  - 1970 – Candidatura all'Henrietta Award
  - 1971 – Candidatura all'Henrietta Award
  - 1982 – Golden Globe alla carriera
  - 1992 – Candidatura per il miglior attore in una mini-serie o film per la televisione per Separate But Equal
- Festival internazionale del cinema di Berlino
  - 1958 – Orso d'argento per il miglior attore per La parete di fango
  - 1963 – Orso d'argento per il miglior attore per I gigli del campo
- BAFTA Awards
  - 1958 – Candidatura per il miglior attore straniero per Nel fango della periferia
  - 1959 – Miglior attore straniero per La parete di fango
1962 – Candidatura per il miglior attore straniero per Un grappolo di sole
1965 – Candidatura per il miglior attore straniero per I gigli del campo
1967 – Candidatura per il miglior attore straniero per Incontro al Central Park
1968 – Candidatura per il miglior attore straniero per La calda notte dell'ispettore Tibbs
2016 – Academy Fellowship
- NAACP Image Award
1971 – Candidatura per il miglior attore per L'organizzazione sfida l'ispettore Tibbs
1974 – Candidatura per il miglior attore per Grazie per quel caldo dicembre
1976 – Miglior regista per Let's Do It Again
1988 – Candidatura per il miglior attore per Sulle tracce dell'assassino
1995 – Candidatura per il miglior attore per I signori della truffa
1996 – Candidatura per il miglior attore in una mini-serie o film per la televisione per Children of the Dust
1998 – Candidatura per il miglior attore in una mini-serie o film per la televisione per Mandela and de Klerk
2000 – Miglior attore in una mini-serie o film per la televisione per Un mondo senza tempo
2001 – Hall of Fame
- Laurel Awards
1959 – Candidatura per la miglior interpretazione drammatica maschile per La parete di fango
1959 – Candidatura per la migliore nuova star maschile
1964 – Candidatura per la miglior interpretazione drammatica maschile per I gigli del campo
1966 – Candidatura per la miglior interpretazione drammatica maschile per Incontro al Central Park
1967 – Candidatura per la miglior interpretazione in un film d'azione per Duello a El Diablo
1968 – Candidatura per la miglior interpretazione drammatica maschile per La calda notte dell'ispettore Tibbs
1968 – Candidatura per la migliore star maschile
1970 – Candidatura per la migliore star maschile
- National Board of Review
1994 – Premio alla carriera
- New York Film Critics Circle Awards
1963 – Candidatura per il miglior attore protagonista per I gigli del campo
- American Film Institute
1992 – Life Achievement Award
- Fotogrammi d'argento
1968 – Miglior attore straniero per Indovina chi viene a cena?
- Golden Apple Awards
1967 – Star maschile dell'anno
- Grammy Awards
2001 – Miglior album parlato per The Measure of a Man (condiviso con i produttori Rick Harris e John Runnette)
- Festival internazionale del cinema di San Sebastián
1968 – Concha de Plata al miglior attore per Un uomo per Ivy
- Satellite Award
1998 – Candidatura per il miglior attore in una mini-serie o film per la televisione per Mandela and de Klerk
- Screen Actors Guild Award
1998 – Candidatura per il miglior attore in una miniserie o film per la televisione per Mandela and de Klerk
2000 – Screen Actors Guild alla carriera
- African-American Film Critics Association
2016 – Icon Award
- BAFTA/LA Britannia Awards
2006 – Premio alla carriera
- CinEuphoria Awards
2012 – Premio alla carriera
- Primetime Emmy Awards
1991 – Candidatura per il miglior attore in una mini-serie per Separate But Equal
1997 – Candidatura per il miglior attore in una mini-serie per Mandela and de Klerk

## Doppiatori italiani
Nelle versioni in italiano dei suoi film, Sidney Poitier è stato doppiato da:
- Pino Locchi in La banda degli angeli, Paris Blues, La scuola dell'odio, I gigli del campo, Stato d'allarme, Duello a El Diablo, La scuola della violenza, La calda notte dell'ispettore Tibbs, Indovina chi viene a cena?, Omicidio al neon per l'ispettore Tibbs, L'organizzazione sfida l'ispettore Tibbs, Nikita - Spie senza volto, I signori della truffa
- Renato Turi in L'autocolonna rossa, Il seme della violenza, Nel fango della periferia, Qualcosa che vale, Incontro al Central Park
- Glauco Onorato in La parete di fango, La pelle degli eroi, Il seme dell'odio
- Giuseppe Rinaldi in Il segno del falco, Un grappolo di sole, La vita corre sul filo
- Vittorio Di Prima in The Jackal, L'ultimo fabbricante di mattoni
- Michele Gammino in Imparare a volare, David e Lisa
- Stefano Sibaldi in Uomo bianco, tu vivrai!
- Paolo Ferrari in Non predicare... spara!
- Michele Kalamera in Sulle tracce dell'assassino
- Diego Reggente in Mandela e De Klerk
- Sergio Fiorentini in Un mondo senza tempo